# Ross Russell (Musikproduzent)
Ross Russell (* 18. März 1909 in Los Angeles; † 31. Januar 2000 in Palm Springs) war ein US-amerikanischer Jazz-Produzent und Autor.

## Leben
Russell veröffentlichte in den 1930er Jahren einige Detektivgeschichten in Pulp-Magazinen und war zeitweise Reporter, der u. a. die Band von Luis Russell auf Tournee begleitete. Nachdem er während des Zweiten Weltkriegs Funker in der US-Handelsmarine war, gründete er in Los Angeles den Schallplattenladen „Tempo Records“. Als Jazzfan ergriff er die Gelegenheit, den damals in New York mit der Bebop-Revolution des Jazz Aufmerksamkeit erregenden Charlie Parker für sein neu gegründetes Dial-Label aufzunehmen, als dieser Ende 1945 mit Dizzy Gillespie nach Los Angeles kam, um in Billy Berg’s Nachtclub in Hollywood zu spielen. Die berühmten Aufnahmen wurden dadurch erschwert, dass der drogen- und alkoholabhängige Parker zu Exzessen neigte. Diese führten schließlich 1946 zu seiner Einlieferung in die Nervenheilanstalt in Camarillo, aus der er dank des Einsatzes von Russell in dessen Obhut entlassen wurde.
1947 organisierte er mit Parker weitere Aufnahmen in Los Angeles und New York. Bei Dial, das bis 1949 bestand, wurden auch Aufnahmen z. B. mit Dizzy Gillespie, Erroll Garner und Dexter Gordon veröffentlicht.
1961 veröffentlichte er einen Jazz-Roman „The Sound“, dessen Held nach Parker modelliert war, und auch in seinem bekanntesten Buch, der Charlie-Parker-Biographie „Bird Lives – The high times and hard life of Charlie „Yardbird“ Parker“ von 1973, das sehr lebendig geschrieben ist, kommen seine Erfahrungen als Romanautor zum Vorschein, so dass Kritiker ein Zuviel an erzählerischer Freiheit anmahnten. Russell schrieb für Jazz-Zeitschriften und lehrte „afroamerikanische Musik“ am Palomar College und der University of California. Ein weiteres bekanntes Buch von Russell behandelt den Kansas City Jazz („Jazz Style in Kansas City and the Southwest“, Berkeley, 1971), aus dem auch Parker hervorging.
1981 verkaufte er seine Plattensammlung und sein Archiv an die University of Texas at Austin. Im Ruhestand lebte er meist im Karavan an verschiedenen Orten in Kalifornien, zuletzt bei Palm Springs, hielt gelegentlich Vorlesungen und arbeitete vor seinem Tod an einem Buch über Bebop.
Er war viermal verheiratet und hatte einen Sohn und eine Tochter.

## Schriften
- Charlie Parker, von Ross Russell, Verlag Droemer Knaur, 1991, ISBN 3-426-02414-4, ISBN 978-3-426-02414-0. Englisches Original: Bird Lives. The High Life And Hard Times of Charlie (Yardbird) Parker, New York, Charterhouse 1973, Quartett Books, London 1980, ISBN 0-7043-3094-6
- Jazz Style in Kansas City and the Southwest, University of California Press, Berkeley und Los Angeles 1971